# Koblenz (Zwitserland)
Koblenz is een gemeente in het district Zurzach in het Zwitserse kanton Aargau met 1675 inwoners (2022). De stad ligt aan de monding van de Aare in de Rijn, direct aan de Duitse grens.